# 로그 (2020년 영화)
《로그》(Rogue)는 미국에서 제작된 마이클 J. 버세트 감독의 2020년 액션 영화이다. 메간 폭스 등이 주연으로 출연하였다. 각본은 감독의 딸 이사벨라가 썼다. 미국에서 2020년 8월 28일 디지털로 개봉되었으며 9월 1일 블루레이와 DVD로 출시되었다. 영화 예고편은 2020년 7월 20일 공개되었다.

## 출연

### 주연
- 메간 폭스

### 조연
- 필립 윈체스터
- 제시카 서튼
- 리-앤 리벤버그
- 브랜든 오렛
- 애덤 디콘
- 그렉 크릭

## 기타
- 촬영보: 브렌단 반스
- 미술: 왈데마르 코에치
- 의상: 다리온 힝
- 배역: 닐리 아이젠슈타인
- 배역: 보니 리 부맨